# Установки фракціонування Свіні (Phillips 66)
Установки фракціонування Свіні (Phillips 66) – виробництво нафтогазової промисловості в Техасі, котре займається розділенням зріджених вуглеводневих газів (ЗВГ).
У 2010-х роках на тлі «сланцевої революції» почали споруджувати нові потужності з фракціонування ЗВГ. Зокрема, в 2015-му неподалік від міста Свіні компанія Phillips 66 запустила установку потужністю 100 тисяч барелів на добу, необхідну для якої сировину – нерозділену суміш вуглеводневих газів – можуть постачати трубопроводи Sand Hills та EZ pipeline. Також майданчик зв’язали трубопроводом із найбільшим у світі ЗВГ-хабом в Монт-Белв’ю. Суміш ЗВГ за необхідності може накопичватись у підземному сховищі Клеменс (два десятки кілометрів на південний схід від Свіні).
Фракціонатор випускає етан, пропан, бутан, ізобутан та газовий бензин (С5+). Пропан, бутан та газовий бензин призначені для експорту через термінал ЗНГ у Фріпорті (на узбережжі Мексиканської затоки за чотири десятки кілометрів на південний схід від Свіні), при цьому перші два продукти передаються транзитом через зазначене вище підземне сховище, тоді як для фракції С5+ спорудили окремий трубопровід до Фріпорта. Ще одна лінія була прокладена для передачі етану до підземного сховища Страттон-Рідж.
Етан, пропан та бутан також необхідні розташованим у тому ж комплексі Свіні  установкам парового крекінгу, котрі належать компанії Chevron Phillips Chemical (створена на паритетних засадах Phillips 66 та Chevron). Втім, варто відзначити, що Chevron Phillips має для живлення цього піролізного виробництва власну установку розділення ЗВГ.
Наприкінці 2010-х Phillips 66 почала спорудження на майданчику Свіні ще двох установок фракціонування потужністю по 150 тисяч барелів на добу, котрі повинні стати до ладу в 2020-му. Також у її планах значиться запуск в 2021-му четвертого фракціонатора аналогічної потужності.